# Vejle Sygehus Station
Vejle Sygehus Station er en dansk jernbanestation i den nordlige del af byen Vejle i Østjylland. Den er navngivet efter Vejle Sygehus, som ligger lige ved siden af stationen.
Vejle Sygehus Station ligger på jernbanestrækningen fra Vejle til Holstebro. Stationen åbnede i 1993. Den betjenes i dag af tog fra jernbaneselskaberne DSB og Arriva, der kører hyppige tog mellem Vejle og Struer.